# Campeonatos distritais de primeiro nível
Os campeonatos distritais de primeiro nível são o quinto escalão do futebol português do sistema de ligas de futebol de Portugal. Neste escalão existem 24 campeonatos de diferentes associações distritais/regionais, cada um constituído por um número diferente de equipas num total de 294 equipas.
As equipas que são promovidas deste escalão disputam na temporada seguinte o Campeonato de Portugal e as que são despromovidas vão disputar os campeonatos distritais de segundo nível.
| Nível | Campeonatos distritais de primeiro nível                                                        | Campeonatos distritais de primeiro nível                                                        | Campeonatos distritais de primeiro nível                                                        | Campeonatos distritais de primeiro nível                                                        | Campeonatos distritais de primeiro nível                                                        | Campeonatos distritais de primeiro nível          |
| 5     | Campeonato de Futebol dos Açores (AF Angra do Heroísmo + AF Horta + AF Ponta Delgada) 10 clubes | Campeonato de Futebol dos Açores (AF Angra do Heroísmo + AF Horta + AF Ponta Delgada) 10 clubes | Campeonato de Futebol dos Açores (AF Angra do Heroísmo + AF Horta + AF Ponta Delgada) 10 clubes | Campeonato de Futebol dos Açores (AF Angra do Heroísmo + AF Horta + AF Ponta Delgada) 10 clubes | Campeonato de Futebol dos Açores (AF Angra do Heroísmo + AF Horta + AF Ponta Delgada) 10 clubes | 1ª Divisão da AF Algarve 12 clubes                |
| 5     | Campeonato Ilha Graciosa (AF Angra do Heroísmo) 6 clubes                                        | Campeonato Ilha São Jorge (AF Angra do Heroísmo) 3 clubes                                       | Campeonato Ilha Terceira (AF Angra do Heroísmo) 2 clubes                                        | Campeonato AFH (AF Horta) 5 clubes                                                              | Campeonato São Miguel (AF Ponta Delgada) 10 clubes                                              | 1ª Divisão da AF Algarve 12 clubes                |
| 5     | Campeonato SABSEG (AF Aveiro) 18 clubes                                                         | 1ª Divisão da AF Beja 12 clubes                                                                 | Pró-Nacional (AF Braga) 18 clubes                                                               | Divisão de Honra da AF Bragança 10 clubes                                                       | Liga Imotroféu (AF Castelo Branco) 9 clubes                                                     | Divisão Elite da AF Coimbra 14 clubes             |
| 5     | Divisão de Elite da AF Évora 10 clubes                                                          | 1ª Divisão da AF Guarda 14 clubes                                                               | Campeonato Lizsport (AF Leiria) 16 clubes                                                       | 1ª Divisão da AF Lisboa 16 clubes                                                               | Divisão de Honra da AF Madeira 12 clubes                                                        | Liga Maxfinance Interior (AF Portalegre) 6 clubes |
| 5     | Hyundai Liga Pro (AF Porto) 18 clubes (Séries 1 e 2)                                            | 1ª Divisão da AF Santarém 16 clubes                                                             | 1ª Divisão da AF Setúbal 16 clubes                                                              | 1ª Divisão da AF Viana do Castelo 16 clubes                                                     | Divisão de Honra da AF Vila Real 19 clubes                                                      | Divisão de Honra da AF Viseu 16 clubes            |